# Horst Szymaniak
Horst "Schimmi" Szymaniak (Erkenschwick, 29 de agosto de 1934 - 9 de outubro de 2009) foi um futebolista alemão que atuava como lateral-esquerdo.

## Carreira
Horst Szymaniak fez parte do elenco da Seleção Alemã de Futebol, na Copa do Mundo de 1958 e 1962. 